# Les Gours
Les Gours est une commune du Sud-Ouest de la France, située dans le département de la Charente (région Nouvelle-Aquitaine).
Ses habitants sont les Gorziens et les Gorziennes.

## Géographie

### Localisation et accès
Les Gours est une commune du nord-ouest du département de la Charente, limitrophe à la fois de la Charente-Maritime et des Deux-Sèvres.
Le bourg des Gours est situé à 10 km au nord-ouest d'Aigre le chef-lieu de son canton, 22 km de Ruffec et 39 km d'Angoulême. Il est aussi à 13 km de Villefagnan, 16 km de Chef-Boutonne, 22 km de Matha, 35 km de Saint-Jean-d'Angély et 50 km de Niort.
La commune des Gours est à l'écart des grandes voies de communication. Il faut emprunter de petites routes pour rejoindre directement Aigre, ou à Saint-Fraigne la D 737, route d'Angoulême à Niort par Aigre et Chef-Boutonne qui passe à 4 km à l'est du bourg. La D 75 relie Couture-d'Argenson au nord à Verdille au sud et dessert le bourg.

### Hameaux et lieux-dits
Le seul hameau important est celui de Chez Chizé. On trouve aussi les Défends et Chez Rouhaud au sud-est du bourg, ainsi que quelques fermes.

### Communes limitrophes
La commune des Gours est à la fois limitrophe des départements de la Charente-Maritime et des Deux-Sèvres.
|                            | Couture-d'Argenson (Deux-Sèvres) |               |
| Chives (Charente-Maritime) | des Gours                        | Saint-Fraigne |
|                            | Lupsault                         |               |

### Géologie et relief
Géologiquement, la commune est dans le calcaire du Jurassique du Bassin aquitain, comme tout le Nord-Charente. Le Kimméridgien occupe plus particulièrement la surface communale. Des alluvions récentes du Quaternaire occupent les vallées sur les bordures nord et sud,,.
Le relief de la commune est celui d'une plaine ou bas plateau légèrement relevé à l'ouest, boisé et peu fertile compris entre deux vallées marécageuses, d'une altitude moyenne de 100 m. Le point culminant de la commune est à une altitude de 119 m, situé sur la limite départementale à l'ouest. Le point le plus bas est à 77 m, situé à l'extrémité orientale le long du ruisseau de la Couture. Le bourg est à 85 m d'altitude.

### Hydrographie

#### Réseau hydrographique

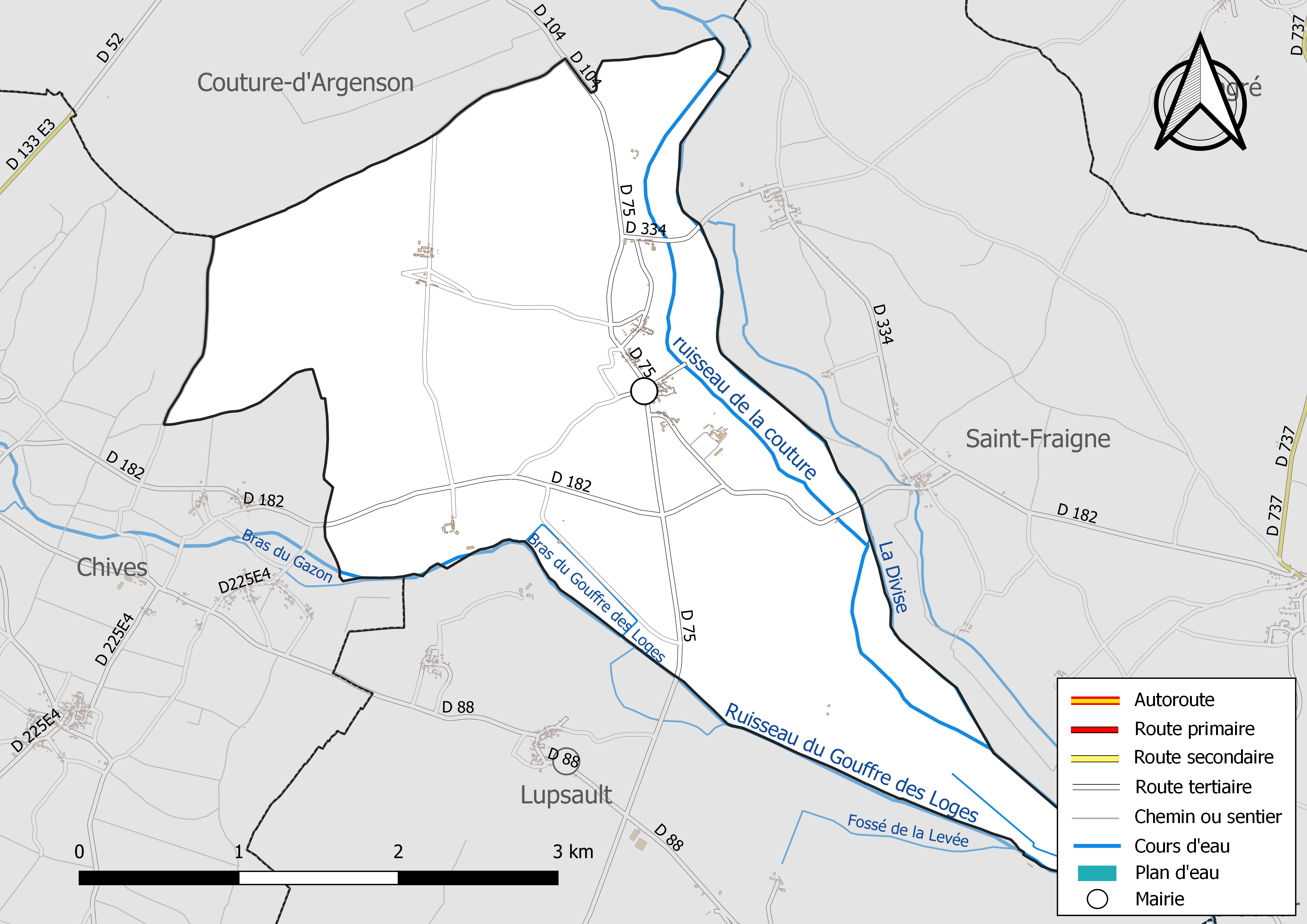
Réseaux hydrographique et routier des Gours.

La commune est située dans le bassin versant de la Charente au sein  du Bassin Adour-Garonne. Elle est drainée par le ruisseau de la couture, le ruisseau du Gouffre des Loges, la Divise, le ruisseau de la Couture et par un petit cours d'eau, qui constituent un réseau hydrographique de 11 km de longueur totale,.
Le ruisseau du Gouffre des Loges, appelé aussi ruisseau de Romazières, ou Naudin, ou Gazon plus en amont, en Charente-Maritime, fait la limite sud de la commune.
Un autre petit cours d'eau, sorti d'une excellente fontaine, rejoint le précédent, après avoir alimenté le gouffre des Loges. Ce dernier est une curiosité de la commune et lui a donné son nom : c'est une vaste pièce d'eau de près de 1 000 m2 de superficie, avec une profondeur d'une dizaine de mètres. Un étang à proximité sert de base de loisirs.
La Devise fait la limite nord de la commune.
Le ruisseau de la Couture (ou ruisseau de la Barre) longe la Devise et passe près du bourg. Tous ces ruisseaux plus ou moins canalisés convergent à l'est. Le ruisseau de la Couture est un affluent de l'Aume et un sous-affluent de la Charente.

#### Gestion des eaux
Le territoire communal est couvert par le schéma d'aménagement et de gestion des eaux (SAGE) « Charente ». Ce document de planification, dont le territoire correspond au bassin de la Charente, d'une superficie de 9 300 km2, a été approuvé le 19 novembre 2019. La structure porteuse de l'élaboration et de la mise en œuvre est l'établissement public territorial de bassin Charente. Il définit sur son territoire les objectifs généraux d’utilisation, de mise en valeur et de protection quantitative et qualitative des ressources en eau superficielle et souterraine, en respect des objectifs de qualité définis dans le troisième SDAGE  du Bassin Adour-Garonne qui couvre la période 2022-2027, approuvé le 10 mars 2022.

### Climat
Comme dans les trois quarts sud et ouest du département, le climat est océanique aquitain.

## Urbanisme

### Typologie
Au 1er janvier 2024, Les Gours est catégorisée commune rurale à habitat dispersé, selon la nouvelle grille communale de densité à 7 niveaux définie par l'Insee en 2022.
Elle est située hors unité urbaine et hors attraction des villes,.

### Occupation des sols
L'occupation des sols de la commune, telle qu'elle ressort de la base de données européenne d’occupation biophysique des sols Corine Land Cover (CLC), est marquée par l'importance des territoires agricoles (99,8 % en 2018), en augmentation par rapport à 1990 (96,7 %). La répartition détaillée en 2018 est la suivante : 
terres arables (86 %), zones agricoles hétérogènes (13,8 %), forêts (0,2 %). L'évolution de l’occupation des sols de la commune et de ses infrastructures peut être observée sur les différentes représentations cartographiques du territoire : la carte de Cassini (XVIIIe siècle), la carte d'état-major (1820-1866) et les cartes ou photos aériennes de l'IGN pour la période actuelle (1950 à aujourd'hui).

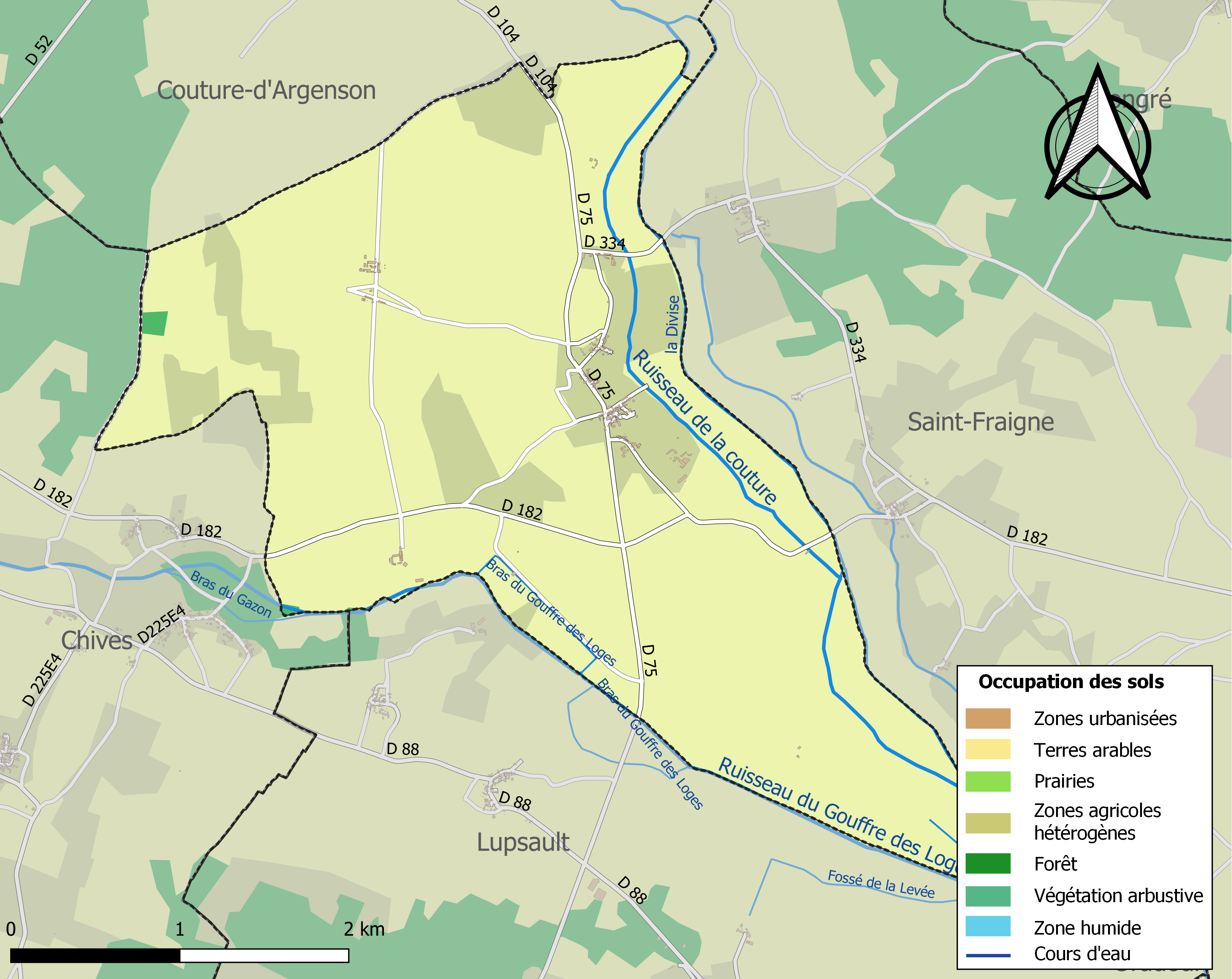
Carte des infrastructures et de l'occupation des sols de la commune en 2018 (CLC).

### Risques majeurs
Le territoire de la commune des Gours est vulnérable à différents aléas naturels : météorologiques (tempête, orage, neige, grand froid, canicule ou sécheresse) et séisme (sismicité modérée). Un site publié par le BRGM permet d'évaluer simplement et rapidement les risques d'un bien localisé soit par son adresse soit par le numéro de sa parcelle.

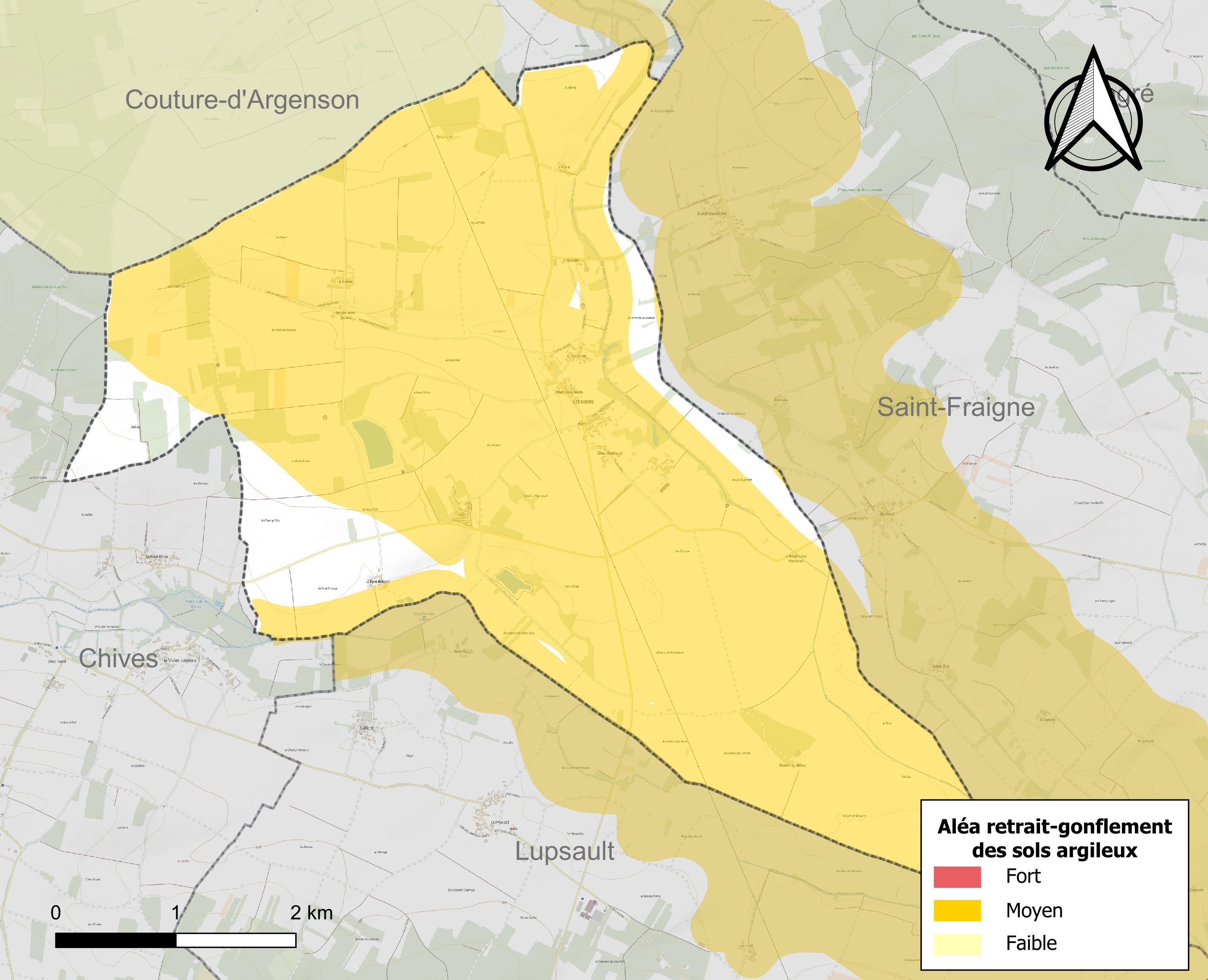
Carte des zones d'aléa retrait-gonflement des sols argileux des Gours.

Le retrait-gonflement des sols argileux est susceptible d'engendrer des dommages importants aux bâtiments en cas d’alternance de périodes de sécheresse et de pluie. 89 % de la superficie communale est en aléa moyen ou fort (67,4 % au niveau départemental et 48,5 % au niveau national). Sur les 66 bâtiments dénombrés sur la commune en 2019, 62 sont en aléa moyen ou fort, soit 94 %, à comparer aux 81 % au niveau départemental et 54 % au niveau national. Une cartographie de l'exposition du territoire national au retrait gonflement des sols argileux est disponible sur le site du BRGM,.
Par ailleurs, afin de mieux appréhender le risque d’affaissement de terrain, l'inventaire national des cavités souterraines permet de localiser celles situées sur la commune.
La commune a été reconnue en état de catastrophe naturelle au titre des dommages causés par les inondations et coulées de boue survenues en 1982 et 1999. Concernant les mouvements de terrains, la commune a été reconnue en état de catastrophe naturelle au titre des dommages causés par des mouvements de terrain en 1999.

## Toponymie
Le nom est attesté sous les formes de Gurgitibus, des Gortz en 1280.
Cet appellatif toponymique est issu des termes gort, gour « gouffre, pièce d'eau profonde et boueuse » en langue d'oil ou de gorc signifiant « gouffre dans une rivière, mare, creux plein d'eau » en ancien occitan. Ils remontent au latin gurges ou gurgites signifiant « gouffre »,.

## Histoire
Trois huttes, de forme ovoïde, creusées dans le calcaire, ont été trouvées en 1907, sur le domaine de la Font Brisson, à proximité du gouffre des Loges ; ce sont des constructions préhistoriques de la cité lacustre de la Font Brisson. Ce sont des palafittes, constructions lacustres du Néolithique récent.
Plus tard, Les Gours se situait sur le trajet d'une supposée voie romaine, toujours sur le domaine de la Font-Brisson, au lieu-dit les Sablières, existent les vestiges d'une voie antique bordée de sépultures et des ruines de villas.
La terre des Gours était autrefois une dépendance du comté de Fontaine-Chalendray ; elle reste jusqu'au XIXe siècle la propriété de la famille de Montmorency-Laval.
Le château des Gours a été construit vers le XVe siècle sur un ancien camp fortifié. Il a été détruit vers 1830.

## Politique et administration
| Période                                  | Période  | Identité      | Étiquette | Qualité     |
| ---------------------------------------- | -------- | ------------- | --------- | ----------- |
| Les données manquantes sont à compléter. |          |               |           |             |
| depuis 2001                              | En cours | Didier Texier | SE        | Agriculteur |

### Fiscalité
La fiscalité est d'un taux de 12,06 % sur le bâti, 37,65 % sur le non bâti, 5,13 % pour la taxe d'habitation et 6 % de taxe professionnelle (chiffres 2007).
La communauté de communes prélève 2,61 % sur le bâti, 6,06 % sur le non bâti, 1,09 % pour la taxe d'habitation et 1,45 % de taxe professionnelle.

## Démographie

### Évolution démographique
L'évolution du nombre d'habitants est connue à travers les recensements de la population effectués dans la commune depuis 1793. Pour les communes de moins de 10 000 habitants, une enquête de recensement portant sur toute la population est réalisée tous les cinq ans, les populations de référence des années intermédiaires étant quant à elles estimées par interpolation ou extrapolation. Pour la commune, le premier recensement exhaustif entrant dans le cadre du nouveau dispositif a été réalisé en 2006.

En 2022, la commune comptait 93 habitants, en évolution de −14,68 % par rapport à 2016 (Charente : −0,48 %, France hors Mayotte : +2,11 %).
| 1793 | 1800 | 1806 | 1821 | 1831 | 1841 | 1846 | 1851 | 1856 |
| ---- | ---- | ---- | ---- | ---- | ---- | ---- | ---- | ---- |
| 242  | 224  | 306  | 305  | 308  | 262  | 280  | 255  | 262  |

| 1861 | 1866 | 1872 | 1876 | 1881 | 1886 | 1891 | 1896 | 1901 |
| ---- | ---- | ---- | ---- | ---- | ---- | ---- | ---- | ---- |
| 281  | 264  | 247  | 219  | 250  | 219  | 227  | 203  | 181  |

| 1906 | 1911 | 1921 | 1926 | 1931 | 1936 | 1946 | 1954 | 1962 |
| ---- | ---- | ---- | ---- | ---- | ---- | ---- | ---- | ---- |
| 209  | 198  | 196  | 203  | 195  | 207  | 198  | 221  | 227  |

| 1968 | 1975 | 1982 | 1990 | 1999 | 2006 | 2011 | 2016 | 2021 |
| ---- | ---- | ---- | ---- | ---- | ---- | ---- | ---- | ---- |
| 189  | 163  | 143  | 142  | 144  | 130  | 125  | 109  | 99   |

| 2022 | - | - | - | - | - | - | - | - |
| ---- | - | - | - | - | - | - | - | - |
| 93   | - | - | - | - | - | - | - | - |

### Pyramide des âges
La population de la commune est relativement âgée.
En 2018, le taux de personnes d'un âge inférieur à 30 ans s'élève à 23,9 %, soit en dessous de la moyenne départementale (30,2 %). À l'inverse, le taux de personnes d'âge supérieur à 60 ans est de 36,7 % la même année, alors qu'il est de 32,3 % au niveau départemental.
En 2018, la commune comptait 52 hommes pour 57 femmes, soit un taux de 52,29 % de femmes, légèrement supérieur au taux départemental (51,59 %).
Les pyramides des âges de la commune et du département s'établissent comme suit.
| Hommes | Classe d’âge | Femmes |
| ------ | ------------ | ------ |
| 1,9    | 90 ou +      | 3,5    |
| 9,6    | 75-89 ans    | 14,0   |
| 21,2   | 60-74 ans    | 22,8   |
| 32,7   | 45-59 ans    | 31,6   |
| 7,7    | 30-44 ans    | 7,0    |
| 21,2   | 15-29 ans    | 10,5   |
| 5,8    | 0-14 ans     | 10,5   |

| Hommes | Classe d’âge | Femmes |
| ------ | ------------ | ------ |
| 1      | 90 ou +      | 2,7    |
| 9,2    | 75-89 ans    | 12     |
| 20,6   | 60-74 ans    | 21,3   |
| 20,7   | 45-59 ans    | 20,3   |
| 16,8   | 30-44 ans    | 16     |
| 15,6   | 15-29 ans    | 13,4   |
| 16,1   | 0-14 ans     | 14,3   |

### Remarques
Les Gours qui a eu jusqu'à 308 habitants en 1831 continue son lent déclin en ayant encore perdu 10 % de sa population entre 1999 et 2006 pour n'avoir plus que 130 habitants.

## Économie

### Agriculture
L'agriculture est principalement céréalière. La viticulture occupe cependant une petite partie de l'activité agricole, et la commune est classée dans les Fins Bois, dans la zone d'appellation d'origine contrôlée du cognac.

### Commerces
Petite commune agricole, Les Gours n'a aucun commerce et un seul artisan, un maçon.

## Équipements, services et vie locale
Les Gours n'a pas d'école et aucun autre service.

## Lieux et monuments

### Patrimoine religieux
L'église paroissiale Notre-Dame a été construite en 1778 à la place d'une église du XIe siècle.

### Patrimoine civil
Un logis aurait existé dès le XVIe siècle à la Font Brisson mais le logis actuel porte la date de 1789.
Le logis de la Plaine est daté de 1698. Il a été détérioré et son pigeonnier a été détruit à la fin du XIXe siècle.
Le logis des Défends dont le château a été construit au milieu du XIXe siècle mais dont les dépendances sont plus anciennes avec la date de	1796 marquée sur un bâtiment.
Deux maisons pourraient avoir été construites au XVIIe siècle et le moulin du Milieu daterait du XVIIe siècle,.

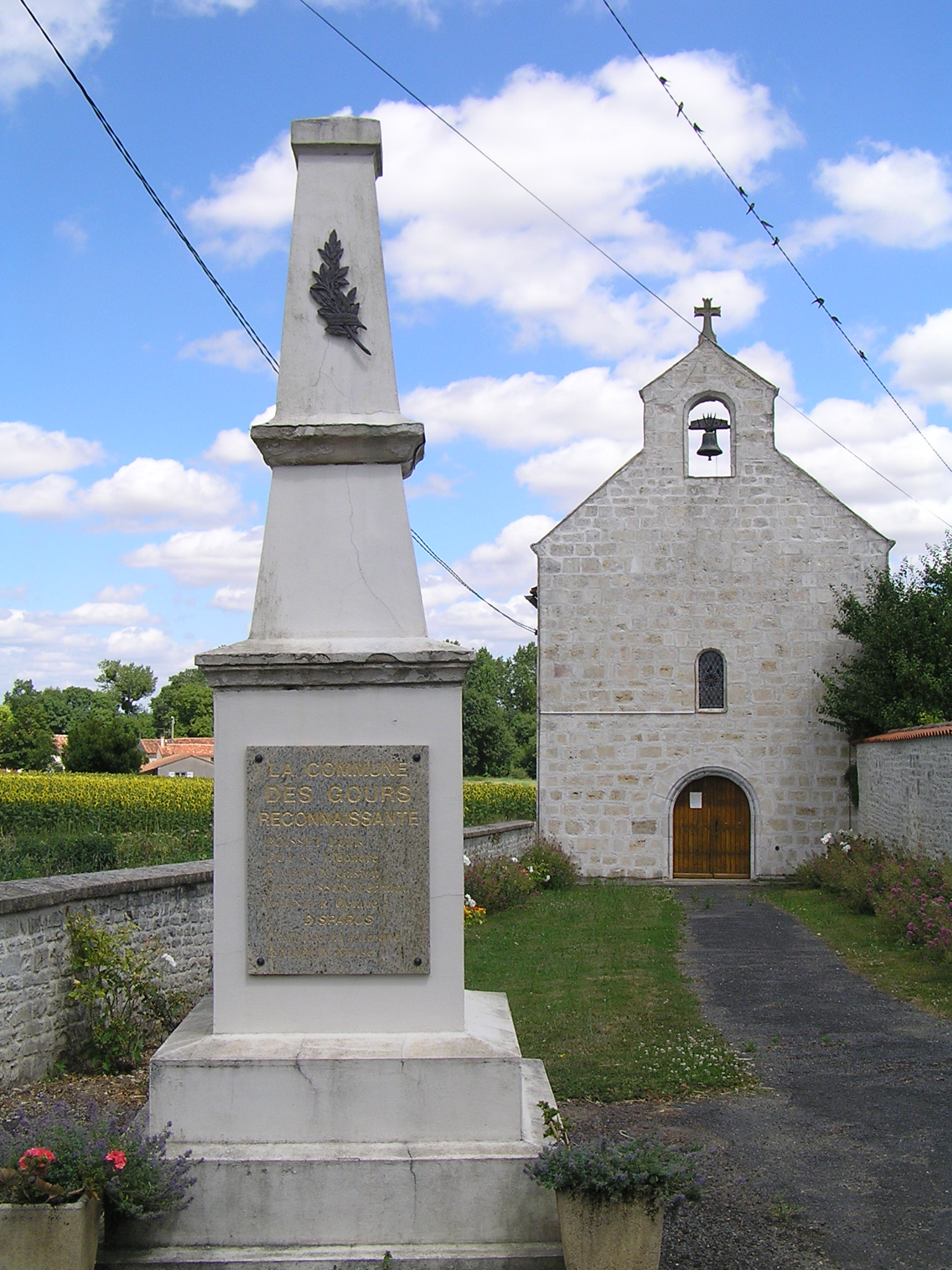
Église et monument aux morts.
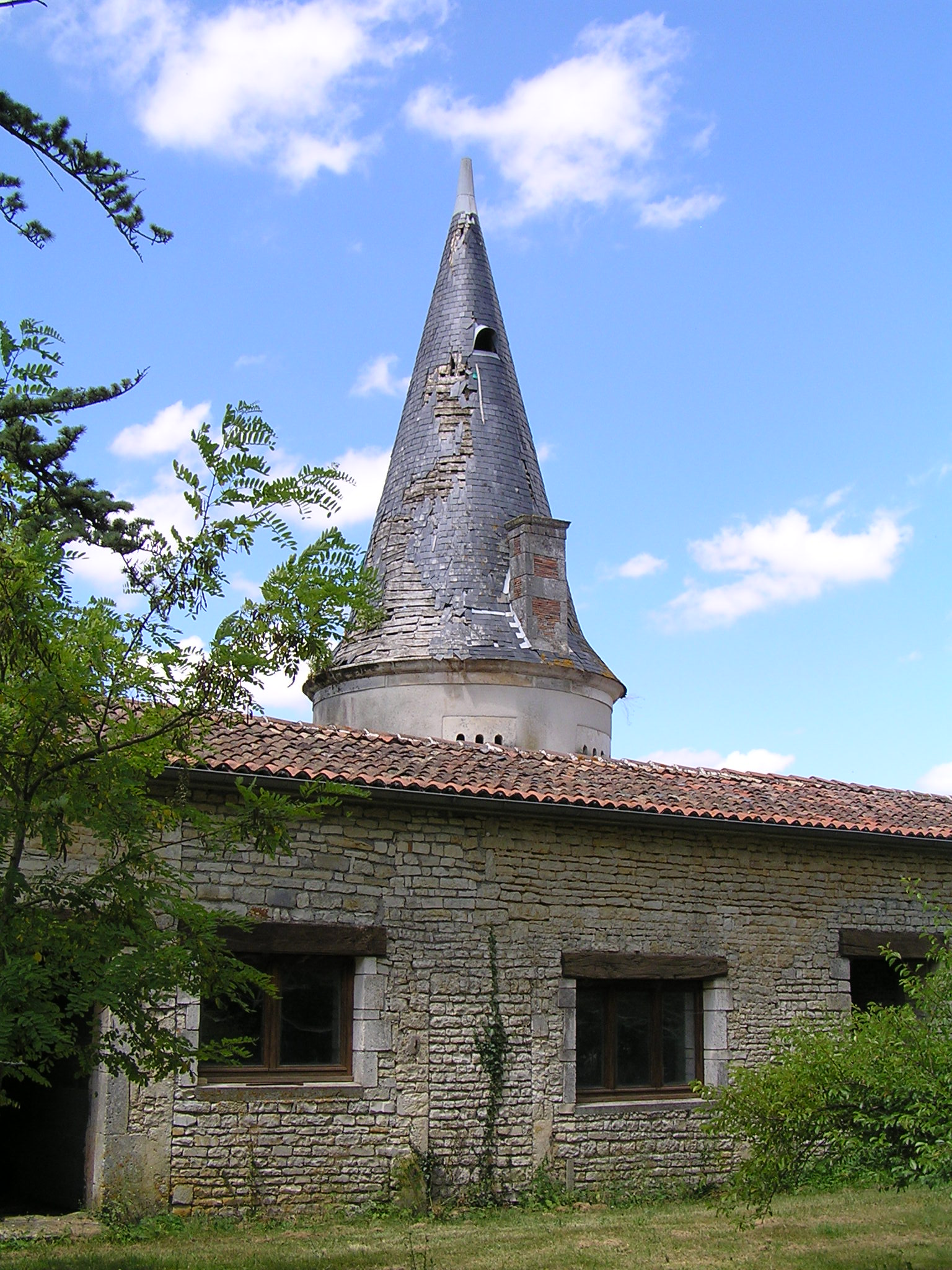
Pigeonnier.
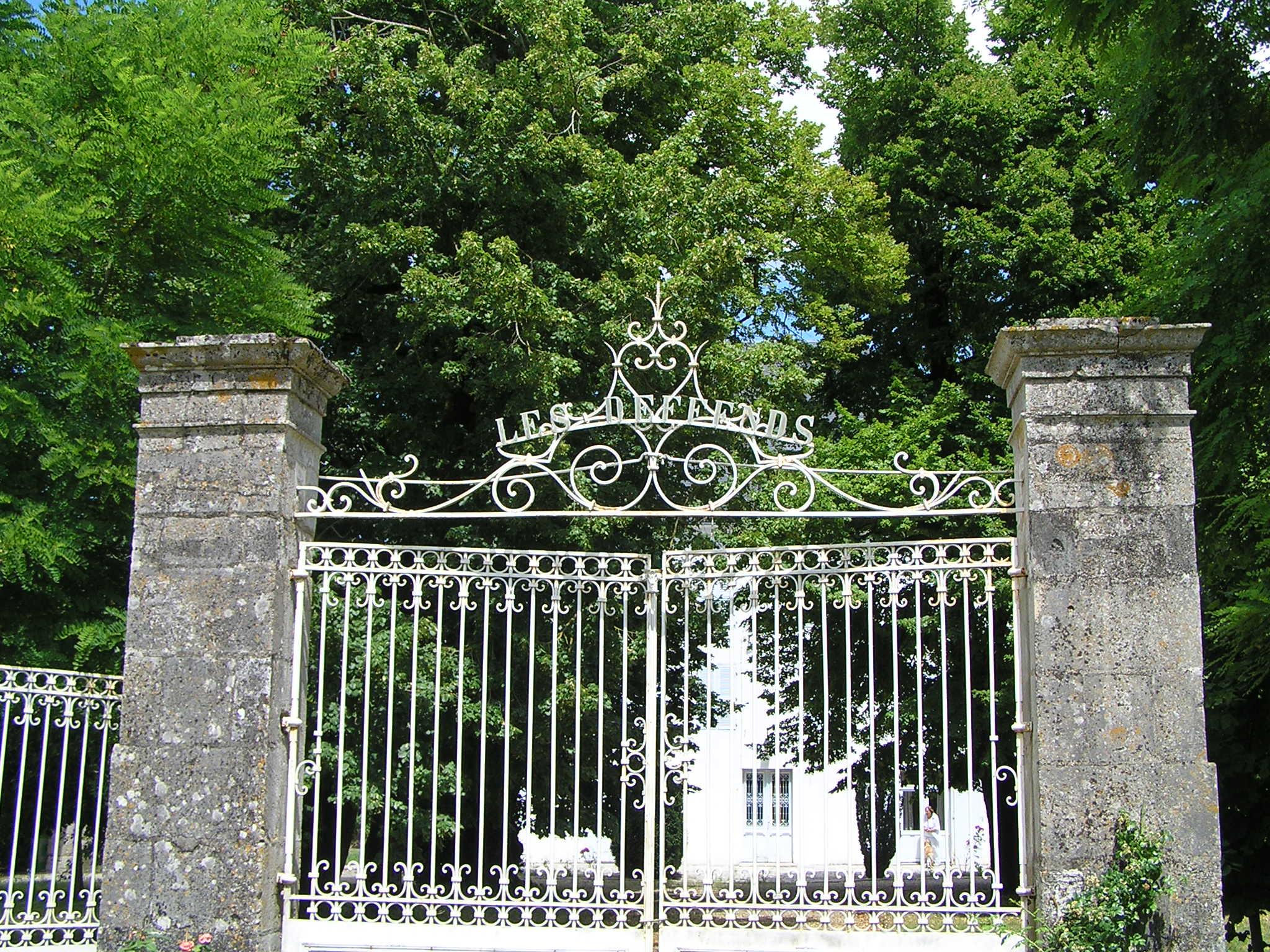
Grille de logis.
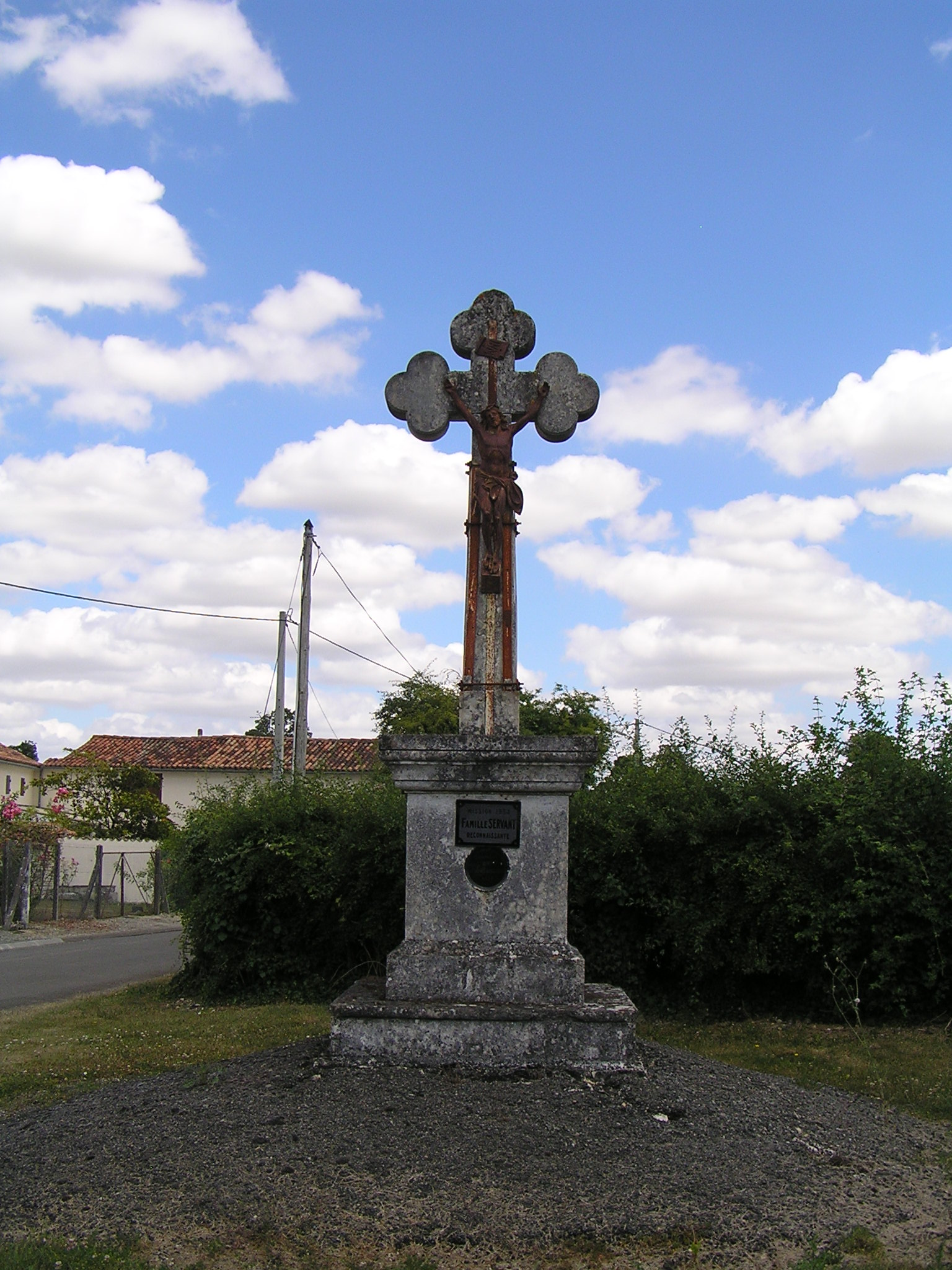
Croix.